# Нік Фоліньйо
Нік Фоліньйо  (англ. Nick Foligno, нар. 31 жовтня 1987, Баффало) — американський хокеїст, крайній нападник клубу НХЛ «Колумбус Блю-Джекетс». Гравець збірної команди США.
Батько: Майк Фоліньйо, брат: Маркус Фоліньйо.

## Ігрова кар'єра

### Юніорські клуби
Хокейну кар'єру розпочав 2003 року в складі юніорської збірної США за спеціальною  програмою розвитку юніорського хокею в США. Збірна виступала в Північноамериканській хокейній лізі. Після цього приєднався до клубу «Садбері Вулвс» (ОХЛ), який тренував його батько Майк. Дебютував у складі команди 24 вересня 2004, а 26 вересня вже закинув першу шайбу. У другому сезоні Нік збільшив свої здобутки в складі клубу до 70 очок (24+46).
2006 року був обраний на драфті НХЛ під 28-м загальним номером командою «Оттава Сенаторс». 
Сезон 2006/07 став останнім у складі «Садбері Вулвс». У фіналі Кубка Джона Росса Робертсона «вовки» поступились команді Плімут Вейлерс.

### Кар'єра профі

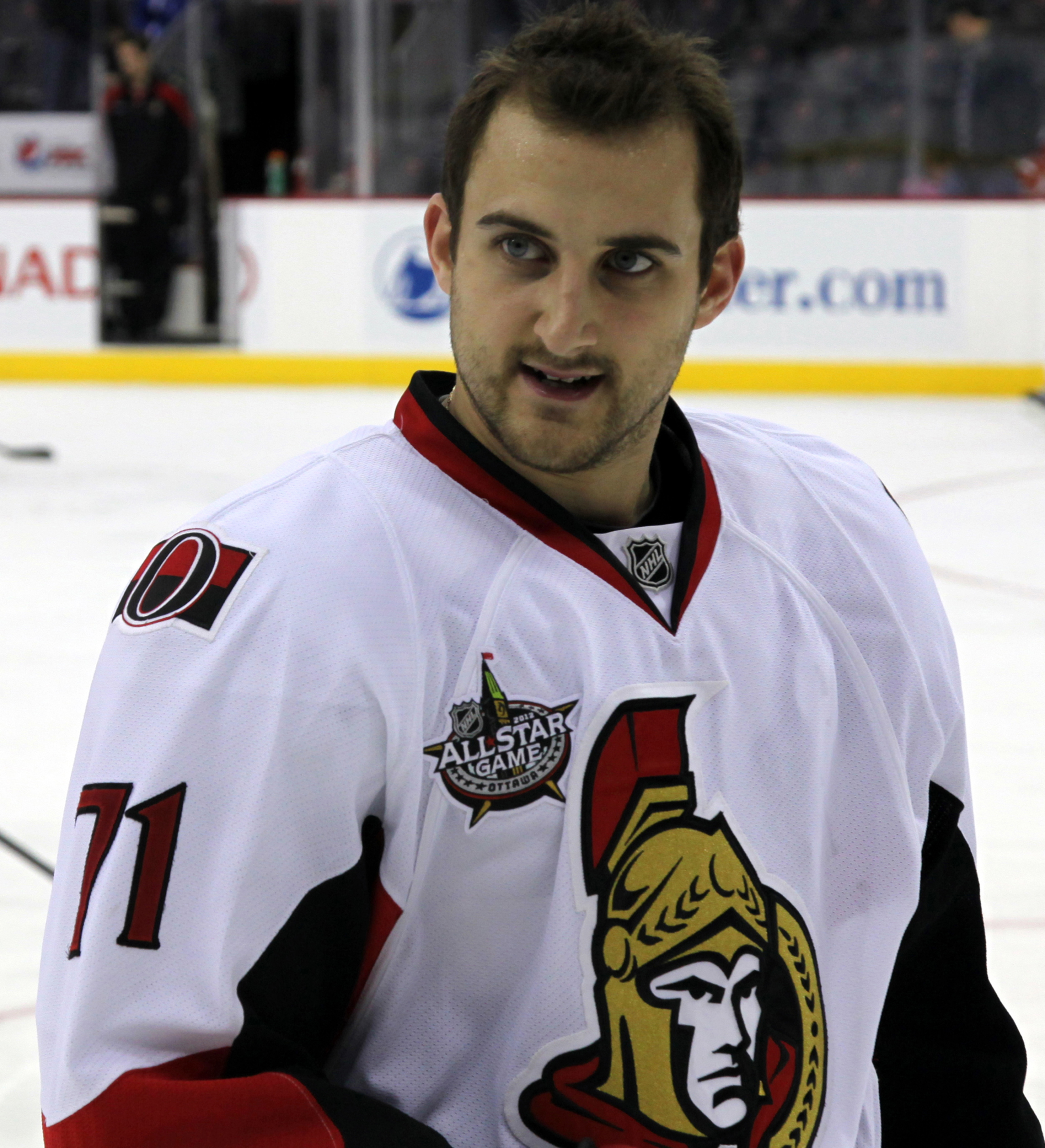
Фоліньйо в грудні 2011.

21 березня 2007, генеральний менеджер клубу та гравець погодили умови трирічного контракту, але початок сезону 2007/08 провів у складі фарм-клубу «Бінгхемптон Сенаторс».
У складі «Оттава Сенаторс» дебютував 3 жовтня 2007 в переможному матчі 4–3 над Торонто Мейпл Ліфс. 18 жовтня 2007, він заробив перші два пункти в переможному матчі 4–3 над Монреаль Канадієнс. 9 квітня 2008, Нік зіграв перший матч у плей-оф проти Піттсбург Пінгвінс (0–4). 14 квітня 2008, відзначився першою шайбою в плей-оф у ворота Марка-Андре Флері, але «сенатори» поступились «пінгвінам» 1–4.
Сезон 2008/09 Фоліньйо провів у складі «сенаторів», відіграв 81 матч та набрав 32 очка (17+15).
У сезоні 2009/10, Фоліньо пропустив 21 матч через травму ноги. У наступному сезоні Нік відіграв всі 82 гри та набрав 34 очки (14+20), «сенатори», які в попередніх сезонах лишились поза плей-оф.

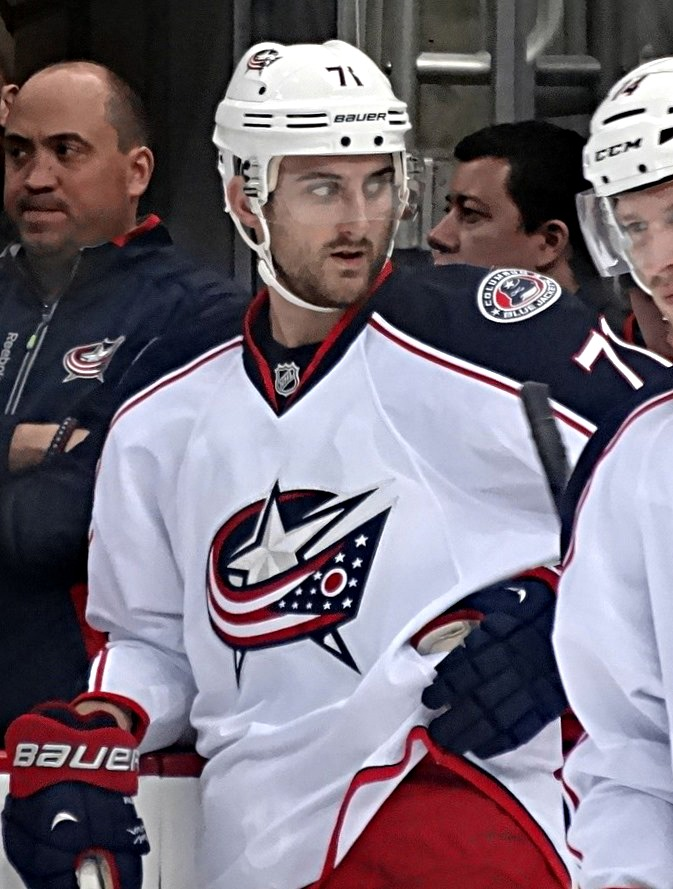
Фоліньйо в листопаді 2013.

1 липня 2012, Фоліньйо був проданий до «Колумбус Блю-Джекетс» в обмін на захисника Марка Метота. Через п'ять днів «Колумбус» підписав з Ніком трирічний контракт на суму $9,15 мільйонів доларів США; Фоліньо став обмежено вільним агентом. У першому сезоні в складі нового клубу через локаут він провів 45 матчів, набрав 19 очок (6+13).
У сезоні 2013/14, у регулярному чемпіонаті набрав 39 очок (18+21) в 70 матчах. Суперником в першому раунді плей-оф став «Піттсбург Пінгвінс». На рахунку Ніка переможна шайба в четвертому матчі, але в підсумку серію виграли «пінгвіни» 2–4.
Сезон 2014/15 став знаковим для нападника він разом ще з двома гравцями «синіх жакетів» потрапив на матч усіх зірок НХЛ 2015, який до того ж проходив на домашній арені «Колумбусу» Нейшнвайд-арена, а одна з команд якраз і була команда Фоліньйо. Вони поступились команді Тейвза 12–17.
4 квітня 2015, Нік відзначився першим хет-триком у матчі проти «Піттсбург Пінгвінс». Цього ж сезону він став шостим капітаном «Колумбус Блю-Джекетс».

## Збірна
Був гравцем юніорської збірної США. У складі національної збірної США брав учать в трьох чемпіонатах світу, загалом у складі збірної провів 25 матчів.

## Приватне життя
Нік народився в США, його батько Майк Фоліньйо — канадець, тому в Ніка подвійне громадянство США та Канади. Вже в юнацькому віці він обрав право виступати за збірну США.
Молодший брат Маркус також хокеїст, але виступає за збірну Канади. В них також є дві сестри Ліза і Кара. Влітку 2009 року Фоліньйо втратив матір, Яніс, вона хворіла на рак молочної залози. Нік опікується також фондом допомоги хворим дітям на онкологічні захворювання, що діє при Оттавський лікарні.
Фоліньйо виступає під 71-м номером, що є інверсією номера 17 під яким виступав його батько.

## Нагороди та досягнення
- Учасник матчу усіх зірок НХЛ — 2015.
- Приз Кінга Кленсі — 2017.
- Приз Марка Мессьє — 2017.

## Статистика

### Клубні виступи
| Сезон        | Клуб                   | Ліга         | Регулярний сезон | Регулярний сезон | Регулярний сезон | Регулярний сезон | Регулярний сезон | Плей-оф | Плей-оф | Плей-оф | Плей-оф | Плей-оф |
| Сезон        | Клуб                   | Ліга         | І                | Г                | П                | О                | ШХ               | І       | Г       | П       | О       | ШХ      |
| ------------ | ---------------------- | ------------ | ---------------- | ---------------- | ---------------- | ---------------- | ---------------- | ------- | ------- | ------- | ------- | ------- |
| 2003–04      | Юніорська збірна США   | ПАХЛ         | 68               | 17               | 22               | 39               | 80               | —       | —       | —       | —       | —       |
| 2004–05      | Юніорська збірна США   | ПАХЛ         | 4                | 2                | 1                | 3                | 0                | —       | —       | —       | —       | —       |
| 2004–05      | «Садбері Вулвс»        | ОХЛ          | 65               | 10               | 28               | 38               | 111              | 12      | 5       | 5       | 10      | 16      |
| 2005–06      | «Садбері Вулвс»        | ОХЛ          | 65               | 24               | 46               | 70               | 146              | 10      | 1       | 3       | 4       | 28      |
| 2006–07      | «Садбері Вулвс»        | ОХЛ          | 66               | 31               | 57               | 88               | 135              | 10      | 8       | 7       | 15      | 80      |
| 2007–08      | «Бінгхемптон Сенаторс» | АХЛ          | 28               | 6                | 13               | 19               | 16               | —       | —       | —       | —       | —       |
| 2007–08      | «Оттава Сенаторс»      | НХЛ          | 45               | 6                | 3                | 9                | 16               | 4       | 1       | 0       | 1       | 2       |
| 2008–09      | «Оттава Сенаторс»      | НХЛ          | 81               | 17               | 15               | 32               | 49               | —       | —       | —       | —       | —       |
| 2009–10      | «Оттава Сенаторс»      | НХЛ          | 61               | 9                | 17               | 26               | 53               | 6       | 0       | 1       | 1       | 2       |
| 2010–11      | «Оттава Сенаторс»      | НХЛ          | 82               | 14               | 20               | 34               | 43               | —       | —       | —       | —       | —       |
| 2011–12      | «Оттава Сенаторс»      | НХЛ          | 82               | 15               | 32               | 47               | 124              | 7       | 1       | 3       | 4       | 8       |
| 2012–13      | «Колумбус Блю-Джекетс» | НХЛ          | 45               | 6                | 13               | 19               | 28               | —       | —       | —       | —       | —       |
| 2013–14      | «Колумбус Блю-Джекетс» | НХЛ          | 70               | 18               | 21               | 39               | 96               | 4       | 2       | 0       | 2       | 4       |
| 2014–15      | «Колумбус Блю-Джекетс» | НХЛ          | 79               | 31               | 42               | 73               | 50               | —       | —       | —       | —       | —       |
| 2015–16      | «Колумбус Блю-Джекетс» | НХЛ          | 72               | 12               | 25               | 37               | 53               | —       | —       | —       | —       | —       |
| 2016–17      | «Колумбус Блю-Джекетс» | НХЛ          | 79               | 26               | 25               | 51               | 55               | 4       | 0       | 2       | 2       | 6       |
| Усього в НХЛ | Усього в НХЛ           | Усього в НХЛ | 696              | 154              | 213              | 367              | 581              | 25      | 4       | 6       | 10      | 22      |

### Збірна
| Рік                | Команда            | Турнір             | Місце              | І  | Г | П | О  | ШХ |
| ------------------ | ------------------ | ------------------ | ------------------ | -- | - | - | -- | -- |
| 2004               | США                | U17                | 4-е                | 5  | 4 | 6 | 10 | 2  |
| 2009               | США                | ЧС                 | 4-е                | 9  | 0 | 2 | 2  | 4  |
| 2010               | США                | ЧС                 | 13-е               | 6  | 3 | 0 | 3  | 0  |
| 2016               | США                | ЧС                 | 4-е                | 10 | 3 | 2 | 5  | 10 |
| Юніорська збірна   | Юніорська збірна   | Юніорська збірна   | Юніорська збірна   | 5  | 4 | 6 | 10 | 2  |
| Національна збірна | Національна збірна | Національна збірна | Національна збірна | 25 | 6 | 4 | 10 | 14 |